# Domingo Lorenzo Rodríguez
Domingo Lorenzo Rodríguez, né le 11 novembre 1954, est un homme politique espagnol membre de Ciudadanos.
Il est élu député de la circonscription de Castellón lors des élections générales de décembre 2015.

## Biographie

### Vie privée
Il est marié.

### Profession
Domingo Lorenzo Rodríguez est titulaire d'une licence en droit et de trois masters en prévention des risques liés au travail. Il est directeur de sécurité et fonctionnaire du Corps national de Police.

### Carrière politique
Lors de la séance du Parlement valencien du 22 juillet 2015, il est élu suppléant de Luis Crisol en tant que sénateur désigné par les députés valenciens. Le 20 décembre 2015, il est élu député pour Castellón au Congrès des députés et réélu en 2016.